# Муллер, Константин Александрович
Константин Александрович Му́ллер (5 июля 1905, Санкт-Петербург — 15 апреля 1993, Москва) — советский балетмейстер, артист, педагог. Член ВКП(б) с 1943 года. Заслуженный деятель искусств Белорусской ССР (1956).

## Биография
Родился 22 июня (5 июля) 1905 года в Санкт-Петербурге.
Учился в Ленинградской Школе русского балета (руководитель А. Л. Волынский).
В 1926 окончил Ленинградское хореографическое училище (педагог В. А. Семёнов).
В 1926—1931 годах артист театров Харькова, Киева, Ташкента, Тбилиси.
В 1931—1937 солист ГАБТ, в 1937—1950 и 1953—1960 годах — главный балетмейстер и солист балета БелГАТОБ.
В 1960—1963 годах балетмейстер театров Казани, Донецка, Львова, Кишинёва. В 1963—1971 годах балетмейстер Воронежского ТОБ. Занимался педагогической деятельностью.
Умер 15 апреля 1993 года в Москве.

### Балетные партии
- «Коппелия» Л. Делиба — Франц
- «Лебединое озеро» П. И. Чайковского — Зигфрид
- «Арлекинада» Р. Дриго — Арлекин
- «Бахчисарайский фонтан» Б. В. Асафьева — Вацлав
- «Дон Кихот» Л. Минкуса — Базиль
- «Князь-озеро» В. А. Золотарёва — Василь

### Постановки
- 1938, 1959 — «Тщетная предосторожность»
- 1944 — «Каменный цветок» А. Г. Фридлендера (СвАТОБ, первая постановка)
- 1948 — «Бахчисарайский фонтан» Б. В. Асафьева
- 1949 — «Князь-озеро» В. А. Золотарёва
- 1950 — «Соловей» М. Е. Крошнера
- «Спящая красавица», «Щелкунчик» П. И. Чайковского
- 1958 — «Подставная невеста» Г. М. Вагнера
- 1960, 1963 — «Тропою грома» (ТАГТОБ имени М. Джалиля; Воронежский театр оперы и балета)
- 1961 — «Последний бал» Ю. С. Бирюкова (Львовский АТОБ имени И. Я. Франко)
- 1963 — «Дон Кихот» Л. Минкуса
- 1964 — «Доктор Айболит» И. В. Морозова; «Голубой Дунай» И. Штрауса
- 1967 — «Пер Гюнт» Э. Грига
- 1968 — «Лебединое озеро» П. И. Чайковского (совместно с Д. Ариповой)
- 1970 — «Ромео и Джульетта» С. С. Прокофьева

## Награды и премии
- Орден Трудового Красного Знамени (1967)[2]
- Два ордена «Знак Почёта» (20.06.1940, за выдающиеся заслуги в деле развития белорусского театрального и музыкального искусства; 25.02.1955)[3]
- Заслуженный деятель искусств Белорусской ССР (1956)
- Сталинская премия второй степени (1950) — за постановку балетного спектакля «Князь-озеро» В. А. Золотарёва